# ドライビング Miss デイジー
『ドライビング Miss デイジー』（原題: Driving Miss Daisy）は、1989年製作のアメリカ映画。ブルース・ベレスフォード監督によるハートウォーミングストーリー。人種差別が法的に許されていた1940年代から公民権法が施行された1970年代のアメリカ南部を舞台に、老齢のユダヤ系未亡人とアフリカ系運転手の交流をユーモラスに描く。

## 概要
原作は1987年度のピューリッツァー賞演劇部門を受賞したアルフレッド・ウーリーの戯曲である。映画化にあたり、ウーリーは本作品の脚本も担当した。
この物語は、老婦人デイジーを中心にその家庭生活、シナゴーグ（ユダヤ教の会堂）、友人、家族、そして彼女の恐怖、懸念に焦点を当て、老運転手との人間関係や感情の交流など2人の25年間を描くと共に、黒人に対する人種差別と南部の反ユダヤ主義も描いている。
1989年12月15日に北米で限定公開され大ヒットを記録。アメリカ国内で約1億600万ドル、国外で約3900万ドルの興行収入を挙げた。同年度のアカデミー賞では作品賞を含む9部門でノミネートされ、そのうち作品賞、主演女優賞、脚色賞、メイクアップ賞の4部門で受賞した。特に映画で老齢の未亡人を演じたジェシカ・タンディの演技は高く評価された。タンディは80歳でアカデミー主演女優賞を獲得したが、彼女の年齢は同賞における最高齢での受賞である。
本作品は『つばさ』『グランド・ホテル』『アルゴ』『グリーンブック』『コーダ あいのうた』と並んでアカデミー作品賞を受賞しながら監督賞にノミネートされなかった6作品のうちの1つでもある。
2006年12月22日にはDVD『ドライビング Miss デイジー デラックス版』がジェネオンエンタテインメントより発売された。特典映像としてドキュメンタリー『Missデイジーの旅』『ジェシカン・タンディ 演劇からスターへ』、メイキング・オブ『ドライビング Miss デイジー』、撮影風景、オリジナル劇場予告編が収録されている。

## ストーリー
1948年のジョージア州アトランタ。元教師のユダヤ系老婦人デイジー・ワサンは買い物に出かけようと愛用のクライスラー・ウィンザーに乗り込むが、運転を誤り隣家の垣根に突っ込んでしまう。それを見かねた息子のブーリーは彼女に対して運転手を雇うように薦めるが、デイジーは聞く耳を持たない。そんなデイジーの元に初老の黒人男性、ホーク・コバーンが運転手として雇われてきた。
初めは意固地にホークを拒絶していたデイジーだったが、根負けしてついにホークが運転する車に乗り込む。車は赤いハドソン。彼女がホークを嫌がっていたのは、自分が嫌味な成金であると周囲に思われるのを危惧していたからだった。しかしホークの真面目な仕事振りと正直な人柄に感銘を受けたデイジーは、やがてどこへ行くにもホークの運転する車に乗ることになる。
1953年のクリスマスに、デイジーは読み書きの出来ないホークに簡単な参考書をプレゼントする。デイジーはアラバマ州モービルに住む兄の90歳の誕生日を祝うため、ホークの運転する黒いキャデラックに乗って遠出する。既に70歳近いホークだが、州外に出るのはこれが生まれて初めてだという。道中、道路脇に止めた車中で食事をする2人だが、その際の警察官の対応にデイジーはいまだ法のもとで人種差別が容認されているアメリカ南部に根強く残る、黒人に対する人種的偏見を実感する。また警察官の対応に、ユダヤ人に対する民族的偏見も判る。
1963年の或る日、デイジーに長年仕えてきた家政婦であるアデラがテレビを観ている最中に急死してしまう。アデラの死後1人で家を切り盛りしなくてはならなくなったデイジーは、万事にそつが無いホークをより一層重宝するようになる。
1966年の雨の日、デイジーは礼拝に向かう道中、クー・クラックス・クランによってシナゴーグが爆破されたと知る。南部では黒人のみならず、ユダヤ人も差別と偏見の対象なのだ。ホークは幼少期の悲惨な体験を初めて語り、デイジーは涙する。
デイジーはマーティン・ルーサー・キング牧師の説教を聞くための夕食会に参加する。当初は息子のブーリーと共に出席する予定だったが、彼は公民権運動の結果、公民権法が施行されたにも拘わらず、まだまだ人種偏見が残る地元の同業者たちに後ろ指を差されることを危惧し欠席。デイジーは夕食会に向かう途中でホークを誘うが、「本当にその気があるならもっと早く言うべきだった」と彼に窘められる。結局1人で夕食会に出席するデイジー。その夜のキング牧師の説教は、善意の人々による無自覚の差別の話だった。ホークは車内のカーラジオでそれを聴く。
1971年、ある朝いつものようにデイジーの家を訪れたホークは、錯乱しているデイジーを発見する。突如顕れた認知症により、自身の教師時代に戻って子供たちの宿題を探し回っていたのだった。デイジーを優しく宥めるホーク。そんな彼に対し、デイジーは「貴方は一番のお友達よ」と告げる。
1973年、認知症が進み、体調も衰えたデイジーは老人ホームで暮らしている。ホークとブーリーは感謝祭のお祝いを述べるため、デイジーの元を訪れる。ブーリーはあえて席を外し、デイジーとホークは2人きりで言葉を交わす。出会った頃と同じ軽妙なやりとりを楽しむ2人。ホークはデイジーに合わせ、運転手としての週給をまだ貰っていると語る。ホークがパンプキンパイをデイジーに食べさせているシーンに、走り去る赤いハドソンの映像がかぶさり映画は幕を閉じる。

## キャスト
| 役名               | 俳優                      | 日本語吹き替え | 日本語吹き替え | 日本語吹き替え | 日本語吹き替え |
| 役名               | 俳優                      | VHS版          | NHK版          | 機内上映版1    | 機内上映版2    |
| ------------------ | ------------------------- | -------------- | -------------- | -------------- | -------------- |
| ホーク・コバーン   | モーガン・フリーマン      | 北村和夫       | 名古屋章       | 永井一郎       | 新克利         |
| デイジー・ワサン   | ジェシカ・タンディ        | 佐々木すみ江   | 東恵美子       | 麻生美代子     |                |
| ブーリー・ワサン   | ダン・エイクロイド        | 菅生隆之       | 津嘉山正種     |                | 玄田哲章       |
| フローリン・ワサン | パティ・ルポーン          | 弥永和子       | 一城みゆ希     |                |                |
| アデラ             | エスター・ローレ          | 遠藤晴         | 遠藤晴         |                |                |
| ミス・マクラッチー | ジョアン・ハヴリージャ    |                |                |                |                |
| オスカー           | ウィリアム・ホール・Jr    |                |                |                |                |
| ミリアム           | ミュリエル・ムーア        |                |                |                |                |
| ビューラ           | シルヴィア・カーラー      |                |                |                |                |
| ケイティ・ベル     | クリスタル・R・フォックス |                |                |                |                |

- VHS版吹き替え：1991年にNHKエンタープライズならびにビジュアルヴック社より発売されていたVHSにのみ収録。

現在「IMAGICA」より発売されているDVDには収録されていない。
- NHK版：初回放送1992年12月23日
- 機内上映版1：グロービジョン制作

## スタッフ
- 監督：ブルース・ベレスフォード
- 製作総指揮：デヴィッド・ブラウン
- 製作：リチャード・D・ザナック、リリ・フィニー・ザナック
- 脚本：アルフレッド・ウーリー
- 撮影：ピーター・ジェームズ
- 編集：マーク・ワーナー
- 音楽：ハンス・ジマー
- 美術：ヴィクター・ケンプスター

## 主な受賞
- 1989年度（第62回）アカデミー賞
  - 作品賞：リチャード・D・ザナック、リリ・フィニー・ザナック
  - 主演女優賞：ジェシカ・タンディ
  - 脚色賞：アルフレッド・ウーリー
  - メイクアップ賞：マンリオ・ロッケッティ、リン・バーバー、ケヴィン・ヘイニー
    - （主演男優賞、助演男優賞、美術賞、編集賞でノミネート）
- 1989年度（第47回）ゴールデングローブ賞
  - 作品賞（ミュージカル・コメディ部門）：『ドライビング Miss デイジー』
  - 主演男優賞（ミュージカル・コメディ部門）：モーガン・フリーマン
  - 主演女優賞（ミュージカル・コメディ部門）：ジェシカ・タンディ
- 1990年度（第44回）英国アカデミー賞
  - 主演女優賞：ジェシカ・タンディ
    - （作品賞、監督賞、脚色賞でノミネート）
- 1990年度（第40回）ベルリン国際映画祭最優秀競演賞：ジェシカタンディ＆モーガン・フリーマン
  - （金熊賞でノミネート）